# Johann Amos Comenius

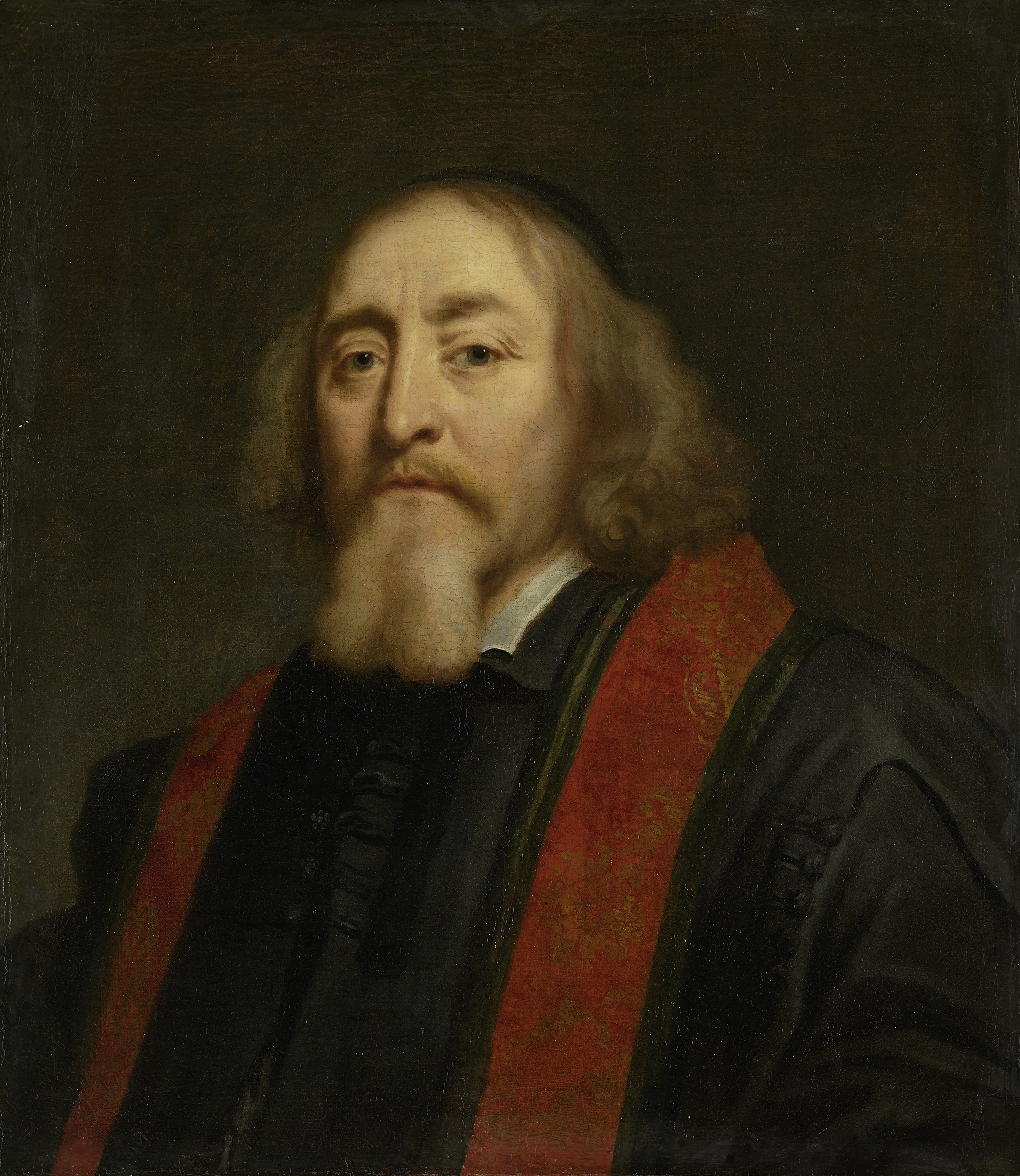
Jürgen Ovens: Johann Amos Comenius, Rijksmuseum.

Johann Amos Comenius (deutsch auch Komenius, lateinisch Iohannes Amos Comenius, tschechisch Jan Amos Komenský, früherer Familienname Segeš; * 28. März 1592 in Nivnice, Mähren; † 15. November 1670 in Amsterdam) war ein mährischer Philosoph, Pädagoge und evangelischer Theologe. Comenius war Bischof der Böhmischen Brüder.

## Leben

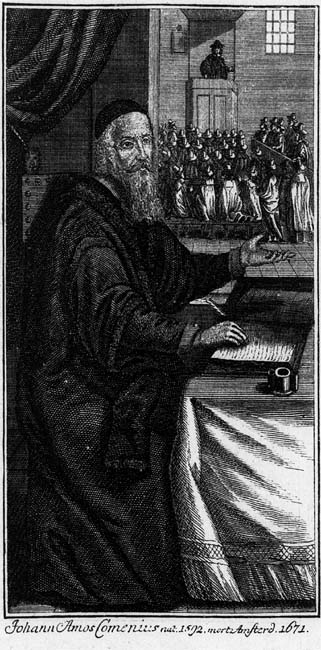
Johann Amos Comenius

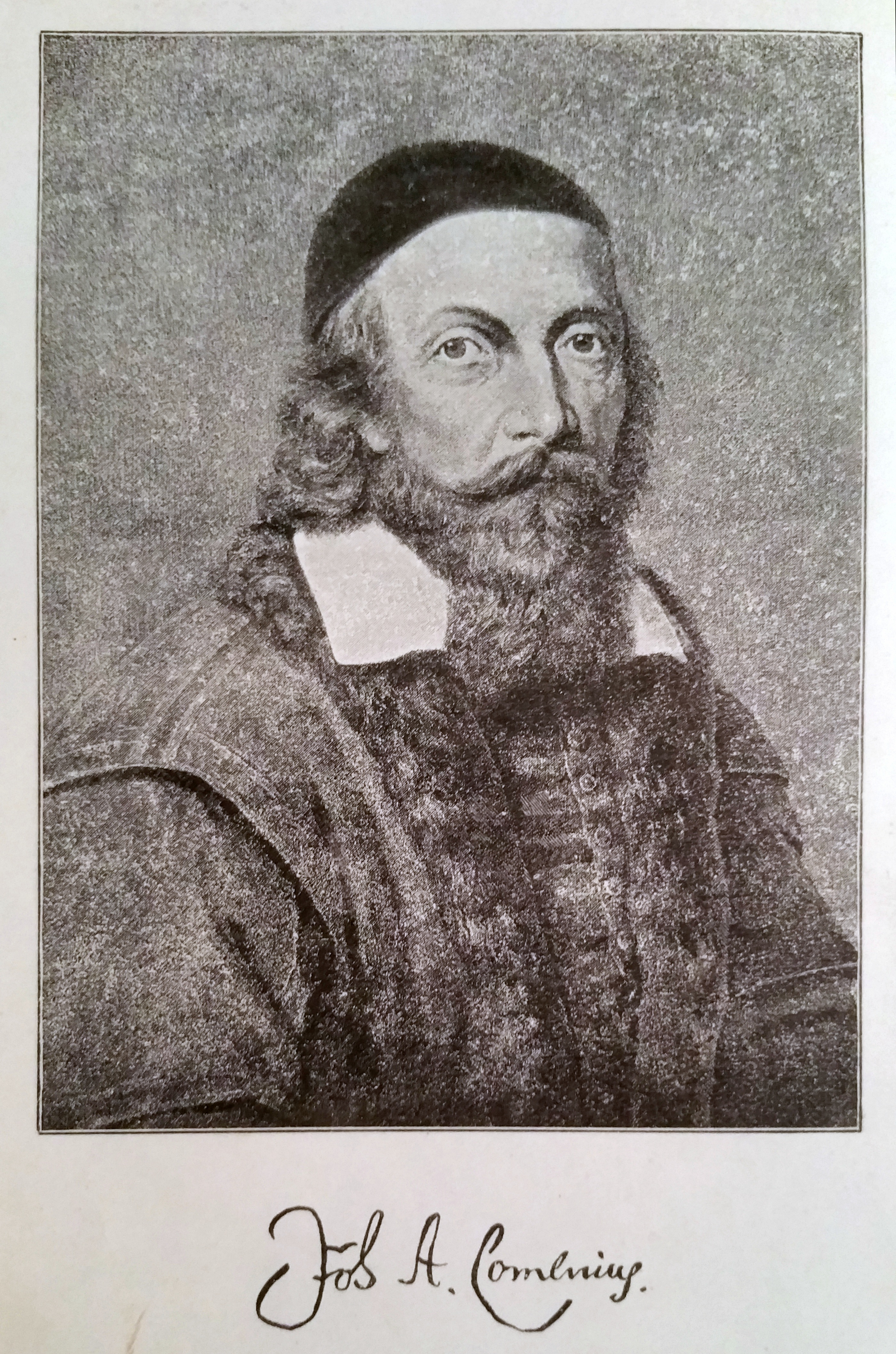
Johann A. Comenius

Von sich sagte Comenius:
„Ich bin von Geburt ein Mähre,
der Sprache nach ein Böhme,
von Beruf ein Theologe.“

### Herkunft
Geboren wurde Comenius in Südostmähren, ob in Nivnice (Nivnitz), Uherský Brod (Ungarisch Brod) oder Komňa, ist nicht sicher. Sein Vater, der früh verstarb, war Mitglied der Gemeinde der Böhmischen Brüder, einer evangelischen freikirchlichen Gemeinschaft, die am Vorabend des Dreißigjährigen Krieges noch unter dem Schutz des Majestätsbriefes Rudolfs II. stand und eine verhältnismäßig tolerante Behandlung erfuhr. Nachdem auch Mutter und Schwestern gestorben waren, wurde Comenius von Verwandten aufgezogen.

### Name
Comenius wurde als Johann (Jan) Segeš geboren. Er verwendete im Laufe seines Lebens eine Reihe unterschiedlicher Namen und Namensvarianten: Den zweiten Vornamen, Amos, legte er sich während seiner Gymnasialzeit zu. Als er sich 1611 an der Hohen Schule Herborn und 1613 an der Universität Heidelberg einschrieb, verwendete er den „Familiennamen“ Nivanus und Nivnicensis, d. h. „von Nivnice“. Als er 1614 in Heidelberg von der Witwe Jakob Christmanns eine Schrift von Nikolaus Kopernikus, De revolutionibus orbium coelestium, erwarb, versah er sie mit dem Eigentumsvermerk Johannes Amos Nivanus. Der Name Komenský, den schon sein Vater trug, erscheint bei ihm erst 1623, dessen lateinische Form Comenius erst 1627. Den auf Ungarisch Brod zu beziehenden Zunamen Hunno Brodensis hat er überhaupt nur spät und selten, so 1657 beim Abdruck einer Rede von 1650 benutzt.

### Ausbildung

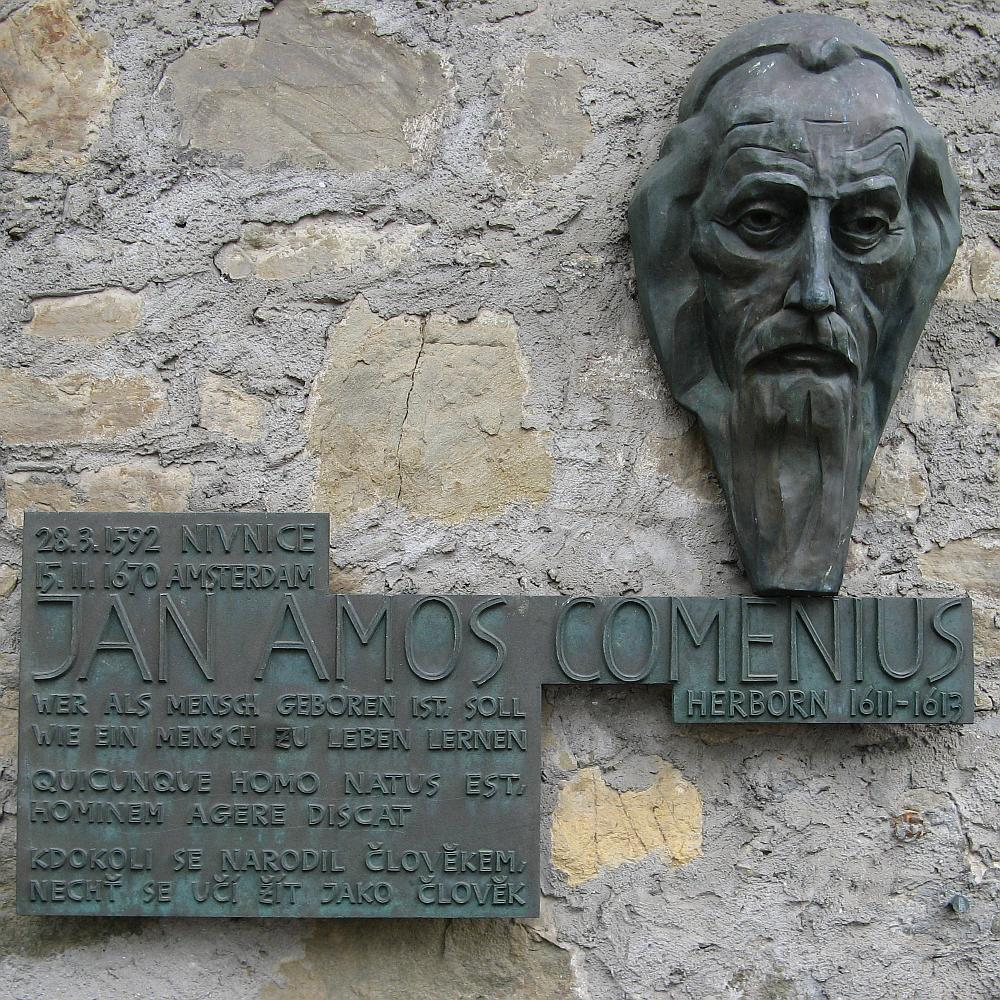
Gedenktafel für Johann Amos Comenius an der Hohen Schule Herborn

Von 1608 bis 1611 besuchte er das Gymnasium der Brüdergemeinde in Přerov (Prerau). Ab 1611 studierte er Theologie an der calvinistischen Hohen Schule in Herborn, wo er durch den dort herrschenden Ramismus beeinflusst wurde, ab 1613 an der Universität Heidelberg. Da ihm die Mittel für eine Promotion in Heidelberg fehlten, kehrte er nach Mähren zurück.

### Erstes berufliches Wirken

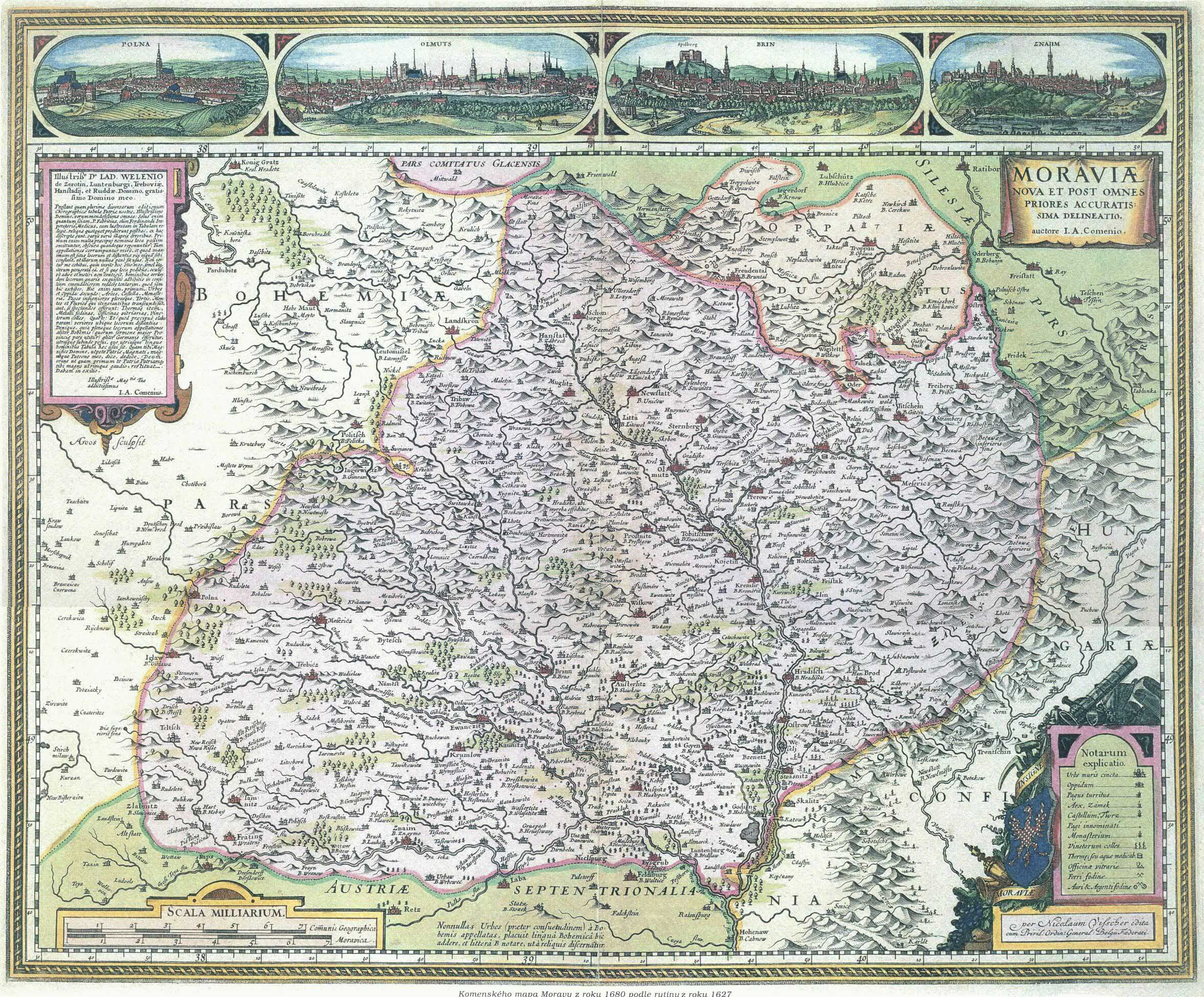
Karte Mährens

Von 1614 bis 1617 wirkte er als Lehrer und Rektor der Brüderschule in Prerau. 1616 wurde er zum Pfarrer der Brüdergemeine ordiniert. Von 1618 bis 1621 war er Vorstand der Brüder in Fulnek. Während dieser Zeit heiratete er seine erste Frau, Magdalena Vizovska, eine Verwandte des Bischofs der Brüdergemeine und seines Förderers Lanecius.
Als in der Schlacht am Weißen Berg (1620) die protestantischen böhmischen Stände der katholischen Liga unterlagen, setzte die Verfolgung aller evangelischen Konfessionen in den Ländern der Habsburger Monarchien ein. Comenius versteckte sich an wechselnden Orten im Grenzgebiet Mährens, während seine Frau mit seinem erstgeborenen Sohn in Fulnek blieb und dort einen zweiten Sohn zur Welt brachte. Nachdem Fulnek gebrandschatzt worden war, kamen seine Frau und beide Söhne 1622 durch die Pest ums Leben. Comenius fand zunächst für einige Jahre Zuflucht bei Karl von Zierotin auf dessen Gütern in Böhmen. Während dieser Zeit heiratete er 1624 zum zweiten Mal: Dorothea Cyrillova, Tochter eines der vier Ältesten der Brüdergemeine. Aus dieser Verbindung stammten drei Töchter und ein Sohn.

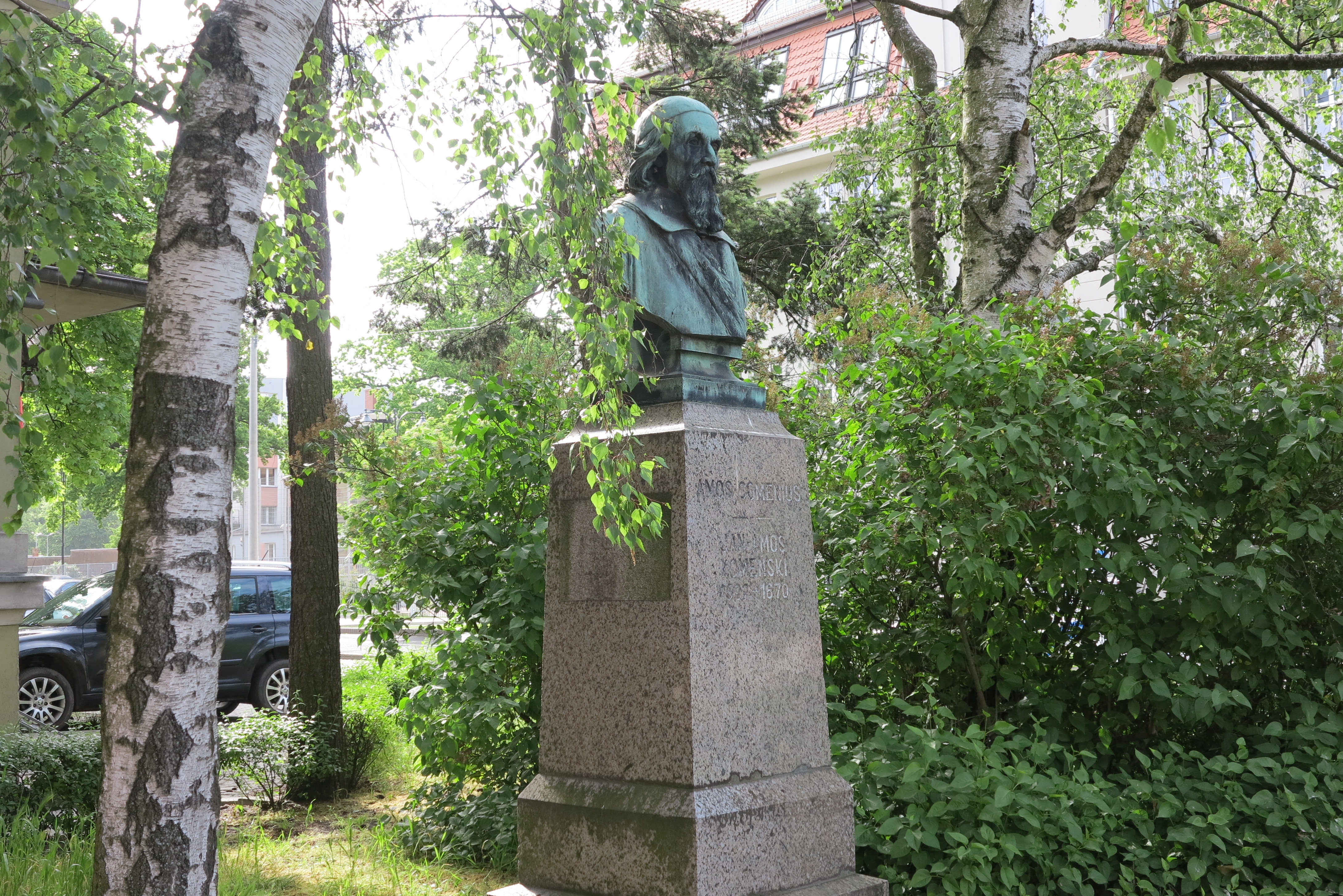
Comenius-Denkmal in Leszno.

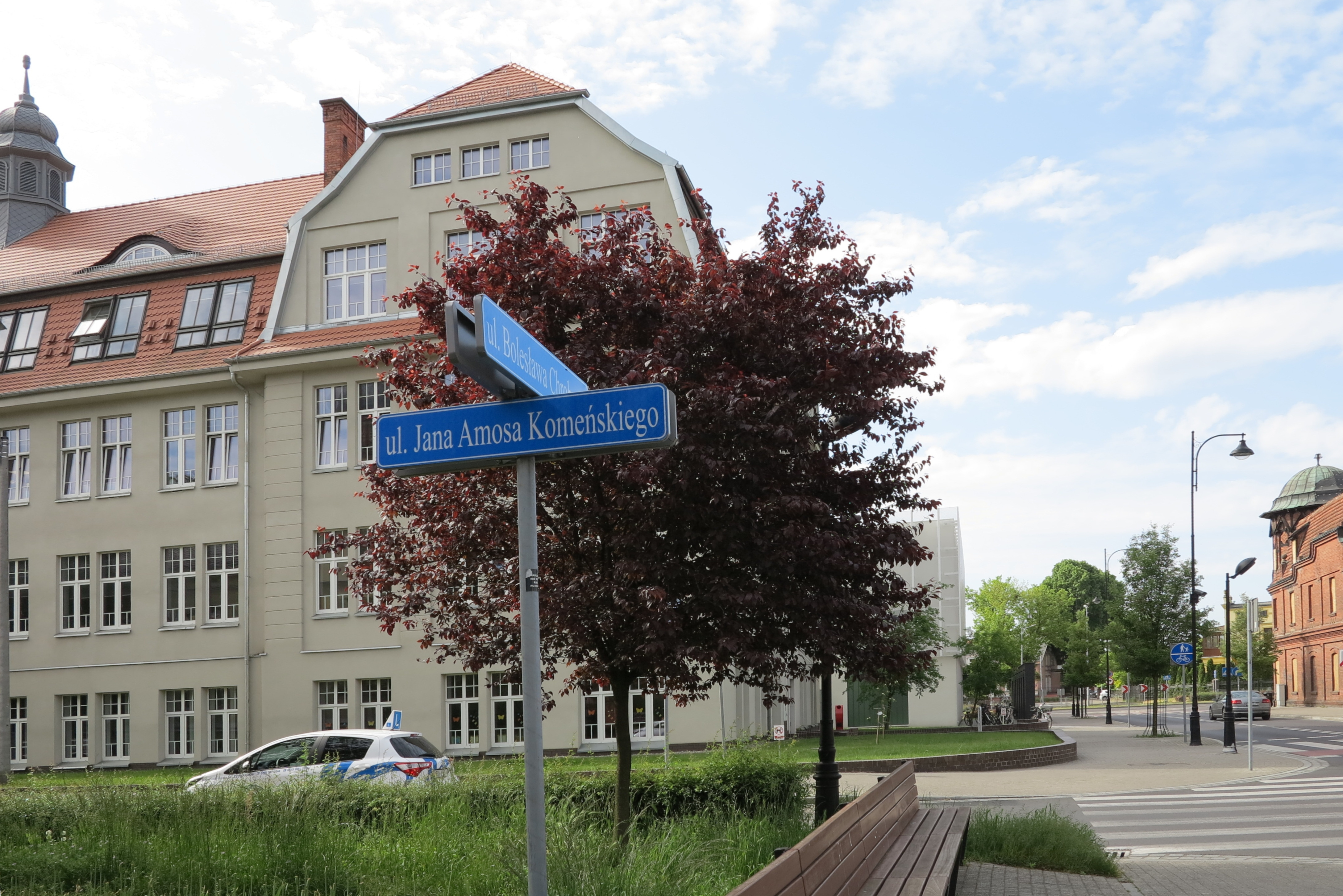
Comenius-Str. in Leszno

Nach vorübergehenden Aufenthalten in Görlitz, Berlin und Holland und anschließender Rückkehr nach Mähren musste er 1628 mit seiner Familie das Land endgültig verlassen und fand mit Tausenden anderer Vertriebener im polnischen Lissa am 8. Februar 1628 ein Exil.  

### Exil und europäische Wirkung
Die Glaubensflüchtlinge bauten in einem eigenen Stadtteil auch ein eigenes Bildungswesen auf. Comenius fand für die nächsten Jahre als Lehrer am Gymnasium der Gemeinde ein dürftiges Auskommen. Recht bald übernahm er das Rektorat des Lissaer Gymnasiums, das unter seiner Führung aufblühte („Gymnasium Illustre“). Zugleich war dies für Comenius eine literarisch höchst produktive Periode. Er erwarb sich Ansehen bei Philosophen und Intellektuellen in ganz Europa bis hin nach Nordamerika. Auf Einladung von Samuel Hartlib unternahm er 1641 bis 1642 eine Reise nach England und stellte dort seine Pansophie vor.
1642 erhielt er durch Vermittlung des ebenfalls mit Hartlib korrespondierenden Johannes Duraeus eine Einladung des Industriellen Louis de Geer nach Schweden. Er reiste über die Niederlande, wo er mit Descartes zusammentraf, und Deutschland. In dem seit 1626 von Schweden kontrollierten Elbing ließ er sich nieder und holte seine Familie nach. Im Auftrag des schwedischen Kanzlers Axel Oxenstierna arbeitete er an neuen Schulbüchern. Ab 1644 war er Professor des Elbinger Gymnasiums und unternahm mehrere Reisen durch Deutschland und Schweden. Als Vertreter der „Böhmischen Brüder“ nahm er 1645 am Thorner Religionsgespräch teil. 1648 kehrte er nach Lissa zurück, im selben Jahr verstarb seine zweite Frau, und er wurde zum Bischof der Brüdergemeine ernannt. Am 17. Mai 1649 heiratete er in Lissa in dritter Ehe Johanna Gajusová.

### Reform der Schule von Sárospatak

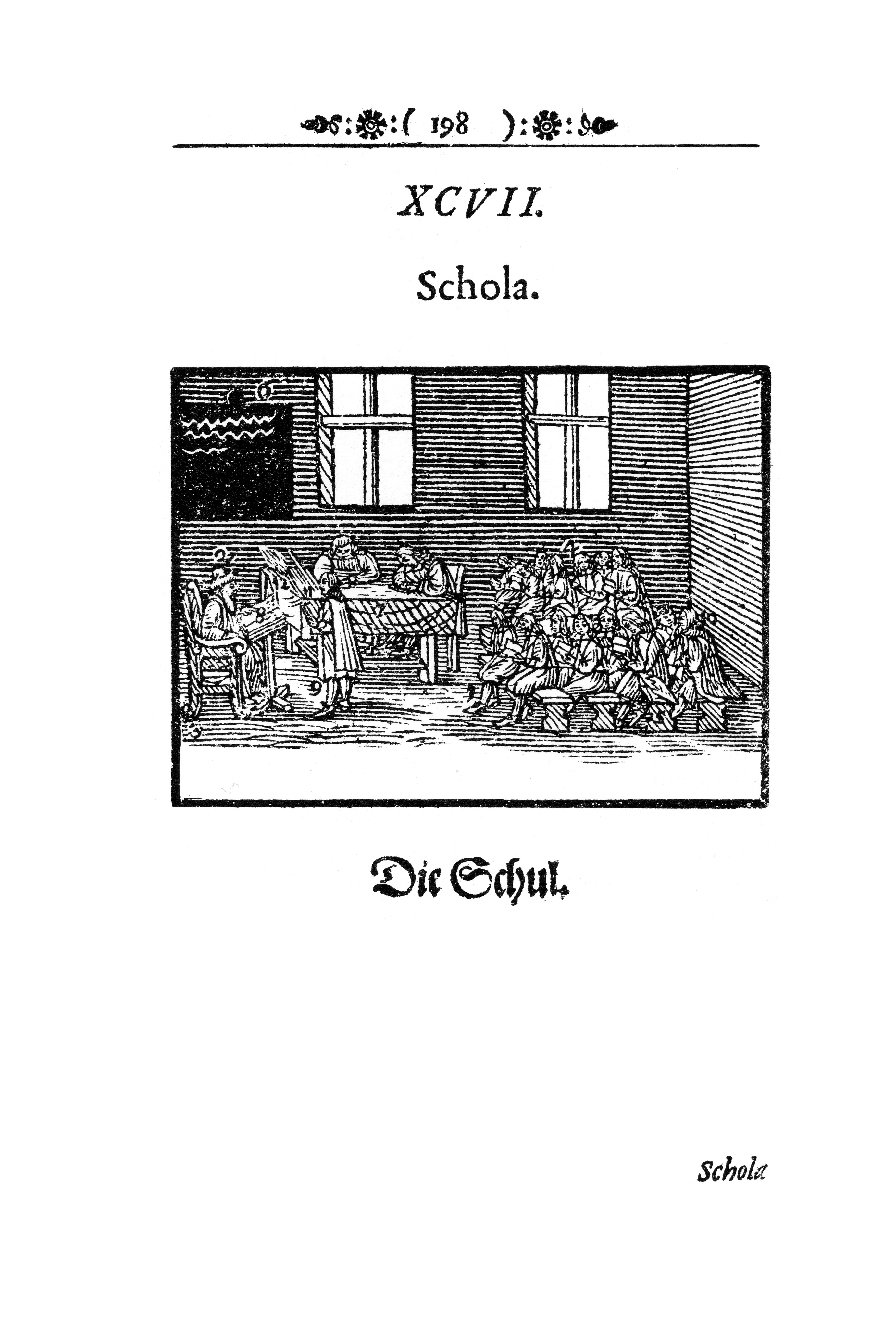
Abbildung einer Schule in Comenius: Orbis sensualium pictus

Die mährischen Exilgemeinden in Ungarn hatten schon seit längerem danach verlangt, Comenius als ihren Bischof in ihrer Nähe zu haben. Zur gleichen Zeit erhielt Comenius auch von Sigismund I. Rákóczi, dem jüngeren Bruder des über Siebenbürgen und Teile von Oberungarn (Ostslowakei) regierenden Fürsten Georg II., eine Einladung. Er sollte in dessen Residenz Sárospatak (Weißenburg) an der Reform des Schulwesens mitwirken. Viele der ungarischen Gemeinden waren auf den Schutz der Rákóczi angewiesen. Die Fürstenfamilie verfolgte außerdem eine antihabsburgische Politik: Die bevorstehende Heirat Sigismunds mit einer Tochter des „Winterkönigs“, Friedrichs V. von der Pfalz, machte sie zum Hoffnungsträger der Gemeinschaft im Spiel der europäischen Mächte. Diese Situation bewog Comenius im Frühjahr 1650 zur Reise nach Ungarn.
Am Ostersonntag, dem 17. April, erreichte er Skalica, wo die mährischen Exilanten nahe der mährischen Grenze ihre Hauptkirche hatten und Comenius mit der dortigen Gemeinde das Osterfest beging, mit ihr am Tag nach Ostern eine Versammlung abhielt und den bereits gewählten Johann Chodnicius zum Bischof ernannte. Anschließend besuchte er Trnava (Tyrnau), um mit einer befreundeten Gemeinde helvetischer Konfession zu beraten, die ihn in dem Vorhaben seiner Reise nach Sárospatak bestärkte, um dem unter den dortigen Protestanten grassierenden Independentismus entgegenzuwirken. Nachdem er Púchov erreicht, dort Johann Effronius zum Gemeindeoberhaupt ernannt und anschließend weitere Gemeinden besucht hatte, begab er sich schließlich nach einer neuerlichen Phase des Zögerns und nochmaliger Beratung nach Sárospatak, wo er im Mai 1650 eintraf.
Sárospatak besaß bereits seit 1531 eine protestantische Lateinschule, die 1550 in den Rang eines Kollegs für weiterführende Studien erhoben wurde und unter der Förderung der Rákóczi eine Blüte erlebte. Die Verhandlungen, die Comenius nach seiner Ankunft hauptsächlich mit Sigismund und dessen politischen und theologischen Beratern führte, erbrachten im Ergebnis seine Berufung, zu einer Reform der Schule beizutragen und hierbei seine allenthalben gerühmte Methode in Idealform zu verwirklichen. Er war vom „Schulstaub“ beschwerlicher Pflichten befreit und sollte ausschließlich in leitender Funktion dem Reformwerk vorstehen. Ohne sich mit den vorhandenen Lehrplänen und Organisationsstrukturen besonders aufzuhalten, hatte Comenius im Rahmen seiner Verhandlungen mit Sigismund das Konzept einer völlig neuen Schola Pansophica erarbeitet, die allen Ständen offenstehen und in drei unteren Klassen elementaren, fortgeschrittenen und eleganten Gebrauch des Lateinischen, in vier höheren Klassen Philosophie, Logik, Politik und Theologie unterrichten sollte. Von seiner Gemeinde wurde er nach Sárospatak entsandt, zunächst ohne seine Familie und für einen kürzeren, möglichst noch vor dem Winter zu beendenden Aufenthalt, der sich im Ergebnis aber bis zum Juni 1654 hinzog. In Sárospatak wurde ihm zu seiner Unterstützung ein Kuratorium von zunächst drei und dann sieben Personen zugeteilt, dem auch Tolnai angehörte.
Die Umsetzung der Pläne gestaltete sich jedoch schwieriger als gedacht, und nur drei der geplanten sieben Klassen konnten eingerichtet werden. Tolnai, der ihm schon vom Leiter der Gemeinde in Trnava als ein aufgrund seiner Stellung bei Hof besonders gefährlicher Vertreter des Independentismus benannt worden war und den Comenius gleich bei der ersten Ankunft kritisch darauf angesprochen hatte, entwickelte sich in der Folgezeit aus Comenius' Sicht zu seinem größten Widersacher. Durch den unerwarteten Tod Sigismunds am 11. Februar 1652 verlor Comenius nicht nur einen wichtigen Förderer. Auch seine politischen Hoffnungen erlitten einen empfindlichen Rückschlag und konzentrierten sich fortan ganz auf dessen älteren Bruder Georg II., bei dem er, wenn auch weitgehend erfolglos, den chiliastischen Prophetien seines Jugendfreundes Nikolaus Drabik Geltung zu verschaffen suchte. Literarisch war der Aufenthalt in Sárospatak dagegen höchst produktiv: Dort entstanden unter anderem zwei seiner heute noch bekanntesten pädagogischen Werke, Schola ludus und Orbis sensualium pictus, von denen das letztere, weil es sich an (lateinkundige) Knaben ab dem Kindesalter wendet, in neuerer Zeit zuweilen als das erste illustrierte Buch für Kinder bewertet wurde. Die während dieser Zeit entstandenen Schriften zeigen, dass sich seine didaktische Theorie – gerade unter den schwierigen Bedingungen praktischer Umsetzung – wesentlich weiterentwickelte. Sein zeitgenössischer Ruf als Didaktiker, den er durch seine Abschiedsrede vom 2. Juni 1654 noch einmal zu bekräftigen suchte, wurde durch die Erfahrungen in Sárospatak nicht beeinträchtigt.

### Lebensende

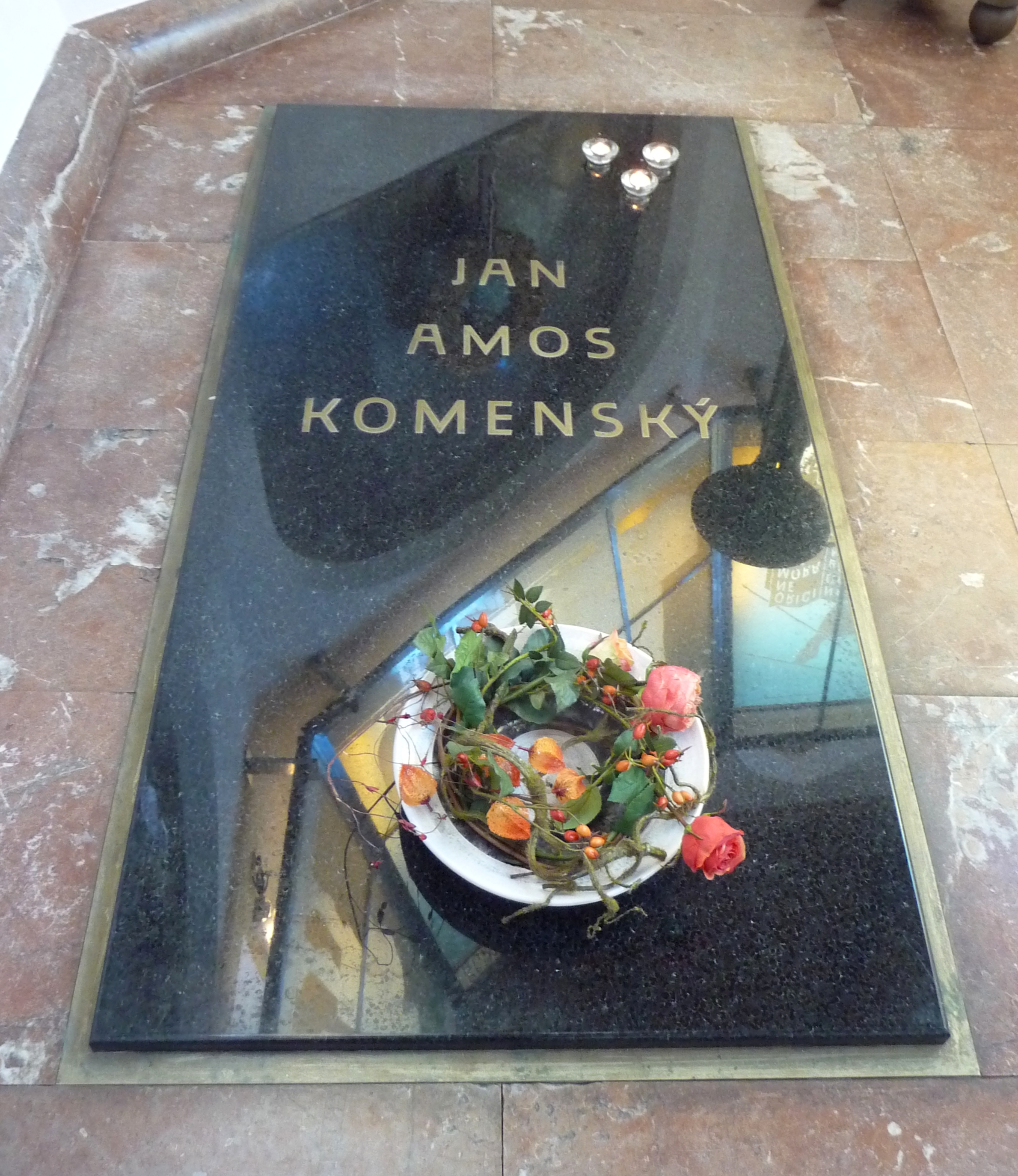
Comenius' Grab in Naarden.

Er kehrte zurück nach Lissa, wo er bis zur Zerstörung der Stadt durch polnische Soldaten 1656 blieb. Danach lebte er bis zu seinem Tod in Amsterdam (im Huis met de hoofden). Hier unterrichtete er einige Jahre seinen Enkel Johann Theodor Jablonski, den späteren Verfasser des Allgemeinen Lexikons der Künste und Wissenschaften, sowie die jungen Patrizier Pieter de Graeff und Nicolaas Witsen. Comenius starb am 15. November 1670 und wurde sieben Tage später, am 22. November, in Naarden begraben.

## Werk

### Ansichten
Comenius kann als der große Pädagoge des 17. Jahrhunderts angesehen werden. Er gab der Pädagogik eine neue Richtung: Comenius war der Erste, der die Pädagogik vom Kind her entwarf. Er sah zwar die Kindheit noch nicht als eigenständige Phase. Das Kind hatte bei ihm noch keinen Eigenwert, wie später bei Jean-Jacques Rousseau oder Maria Montessori, sondern die Kindheit war die Vorbereitung auf das spätere Leben als Erwachsener, das dann wiederum Vorbereitung auf das ewige Leben war. Gleichwohl richtete Comenius als einer der ersten die Pädagogik methodisch, didaktisch und inhaltlich nach den unterschiedlichen Kindheitsphasen aus, zwar noch grob strukturiert, aber immerhin differenzierter, als es bis dahin üblich war.
Seine Forderung nach einer grundlegenden, das Wesentliche umfassenden Allgemeinbildung für alle, nach bildungspolitischer Chancengleichheit für Mädchen, Arme und geistig Zurückgebliebene, die Prinzipien der Anschauung und der Selbstständigkeit, der Erziehung zum Gebrauch der eigenen Vernunft, seine Vorstellung einer lebensnahen, freundlichen Schule und einer gewaltfreien Erziehung sind bis heute gültig geblieben, ebenso sein Ziel, Menschen zur Menschlichkeit zu erziehen und dadurch die Welt zu verbessern.
Seine Hoffnung auf eine humane Welt, auf Fortschritt und Verbesserung des menschlichen Lebens verbinden ihn mit der Neuzeit. Neuzeitlich sind auch seine Vorstellung von der zentralen Stellung des Menschen für den Erneuerungsprozess der Welt, allerdings verbunden mit Gottes Handeln. Comenius ist Bindeglied zwischen der Renaissance und Aufklärung: Einerseits in der theologischen Tradition verwurzelt, andererseits die Vernunft eines jeden Menschen, die Eigenverantwortung und Selbstständigkeit betonend.

### Pädagogik und Didaktik

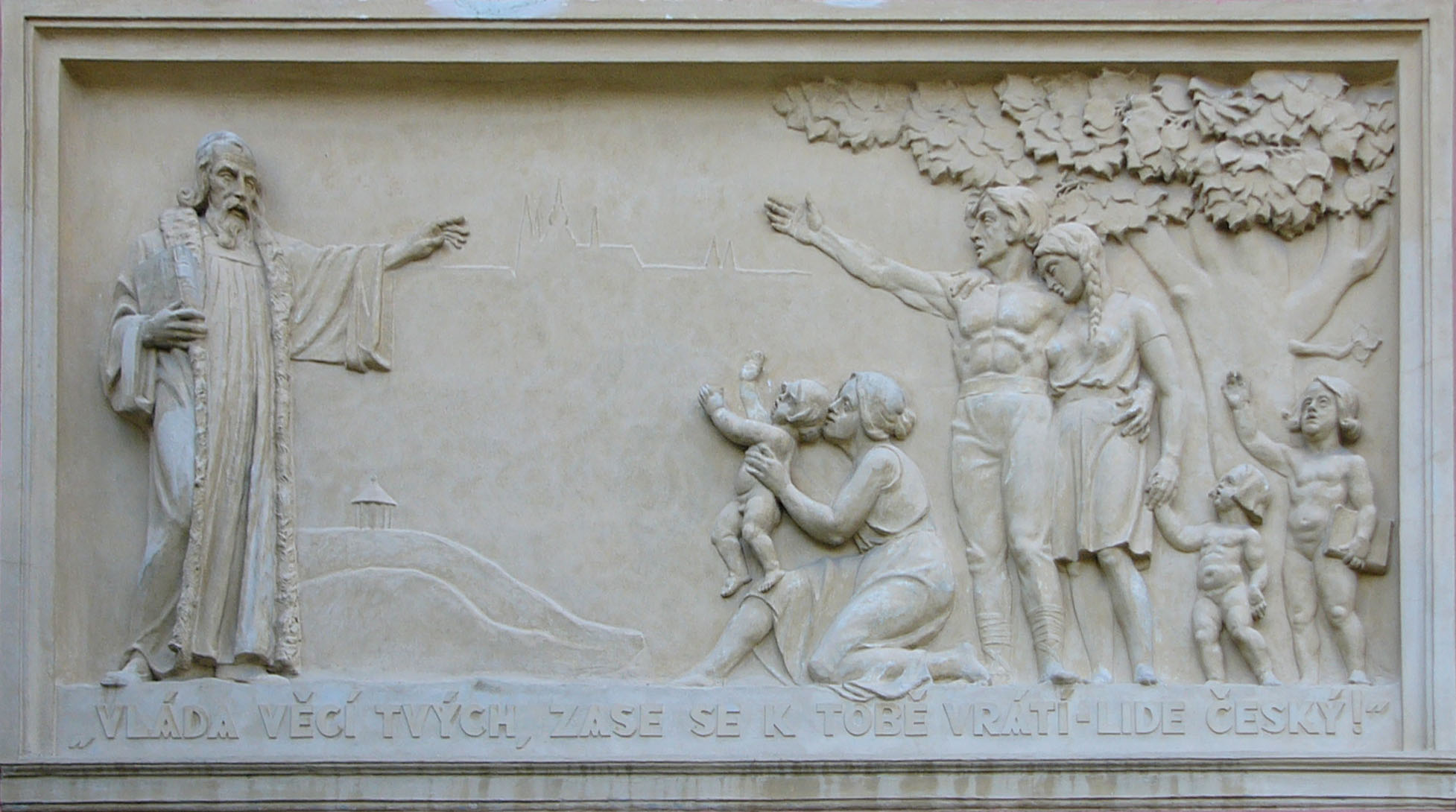
Relief an der Schule in Dolany, Tschechien

Im Mittelpunkt bei ihm steht eine christlich-humanistische Lebensgestaltung. Ein philosophischer Grundsatz seiner Pädagogik lautet: omnes omnia omnino excoli. Comenius forderte nicht nur zwangfreien Unterricht, sondern er lehnte Zwang in jeder Hinsicht ab. Das zeigt das Motto auf der Titelseite seines Orbis sensualium pictus: Omnia sponte fluant, absit violentia rebus. Comenius sah Bildung der heranwachsenden Menschen zur Weisheit als den rettenden Weg, auf dem die Menschheit aus ihren verderblichen Irrtümern zurückfinde zu der Ordnung der Welt, wie Gott sie vorsehe.
Als Lernprinzipien stellte er Lernen durch Tun, Anschauung vor sprachlicher Vermittlung, Muttersprache vor Fremdsprache, Vorbild vor Worten.
In seinen didaktischen Werken forderte Comenius eine allgemeine Reform des Schulwesens mit einer Schulpflicht für Jungen und Mädchen aller Stände mit einer einheitlichen Schulbildung bis zum 12. Lebensjahr. Danach sollten die praktisch Begabten eine Lehre, die anderen eine weitere Schulbildung auf der Lateinschule, ab dem 18. bis 24. Lebensjahr an der Universität absolvieren. Revolutionär waren seine Forderungen nach Bildung sowohl für Jungen als auch für Mädchen, Anschaulichkeit und Strukturiertheit des Unterrichts und dessen Bezug zum Alltag und zur praktischen Arbeit. Viele dieser Prinzipien sind auch heute ein Bestandteil des Bildungssystems.
Comenius ist der Begründer der Didaktik sowie der Mathetik, die sich wechselseitig ergänzen. Er entwickelte die erste systematisch aufgebaute Didaktik der Neuzeit.

### Schriften

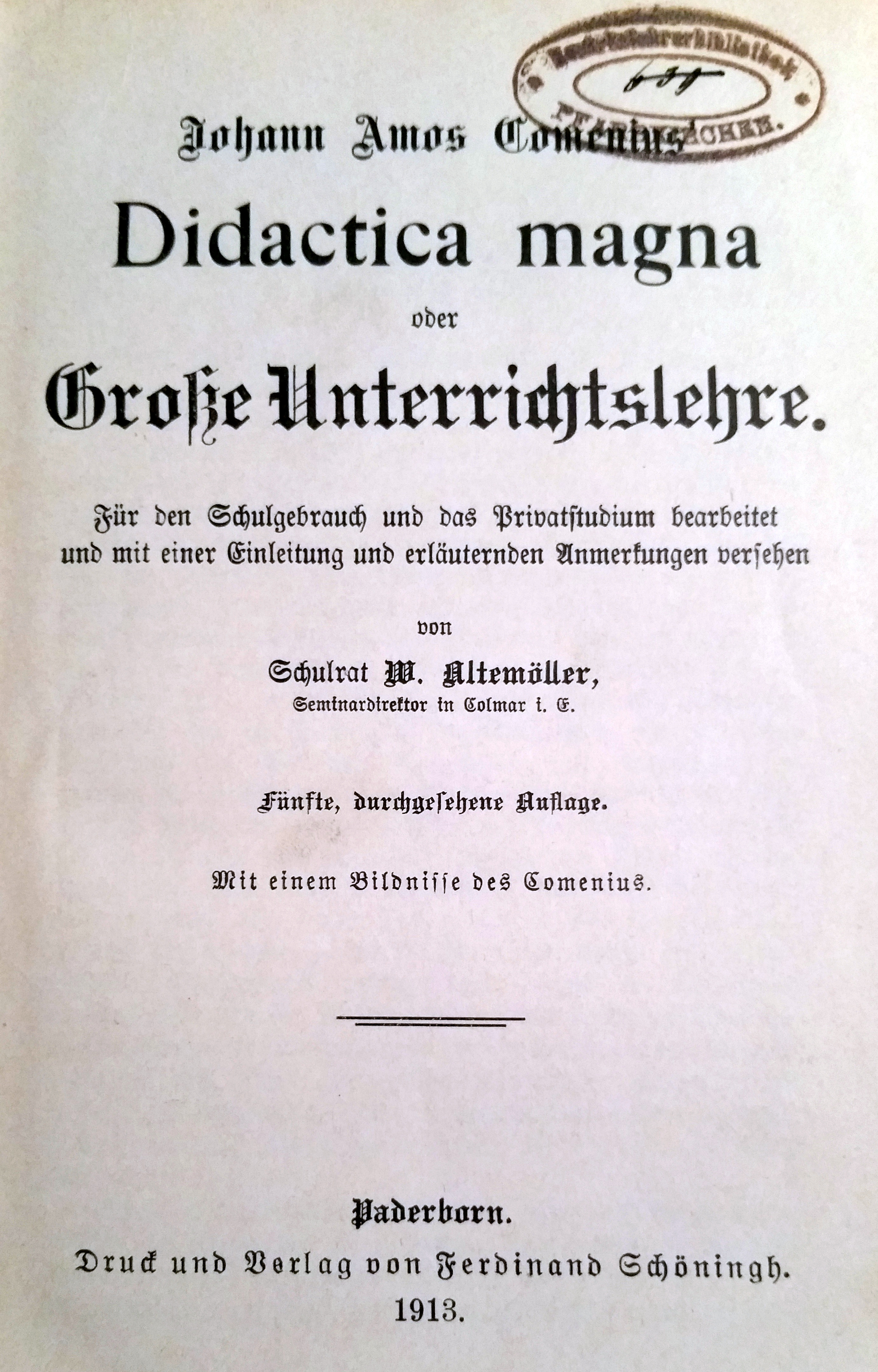
Didactica magna 1913

Seine bekanntesten Werke sind Janua linguarum reserata (Die geöffnete Sprachentür), die erstmals Sachunterricht mit (lateinischem) Sprachunterricht verknüpfte und in vierzehn europäische und angeblich auch mehrere asiatische Sprachen übersetzt wurde, und der Orbis sensualium pictus (Die sichtbare Welt in Bildern), die illustrierte Version der Janua, des „Ahnherrn aller Kinderbilderbücher“. Es war nicht nur das erste illustrierte Kinderbuch, sondern zugleich auch die erste Enzyklopädie für Kinder.
Seine pädagogischen Hauptwerke sind die Pampaedia (Allerziehung), als vierter Teil der siebenteiligen Consultatio catholica, und die Didactica magna (Große Unterrichtslehre), eine der wichtigsten Schriften in der Geschichte der Didaktik. Einige seiner seltenen Gedichte veröffentlichte Jan Šimon Václav Thám in seinem Werk Gedichte in gebundener Sprache (Básně v řeči vázané).

## Nachwirkung

### Bedeutung für die Gegenwart
Die vor allem in Österreich in der ersten Hälfte des letzten Jahrhunderts betriebenen Schulen, die nach den Lehren und Schriften von Comenius unterrichteten, wurden zwischenzeitlich fast alle geschlossen. Heute gibt es nur noch ein einziges Lehrinstitut dieser Art in Wien.

### Gedenken

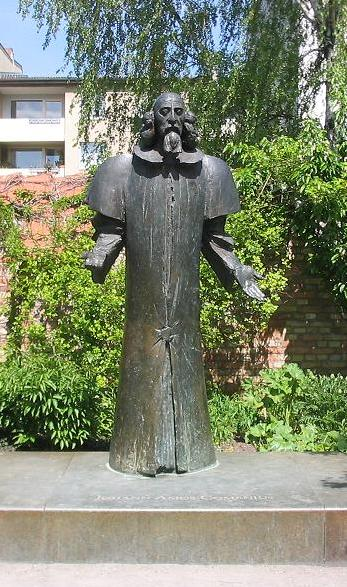
Denkmal im Comenius-Garten in Berlin-Neukölln, Josef Vajce, 1992

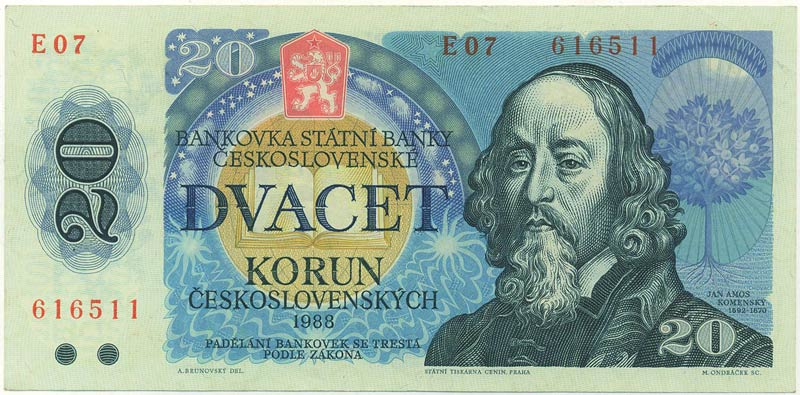
Comenius auf der tschechoslowakische 20-Kronen-Banknote

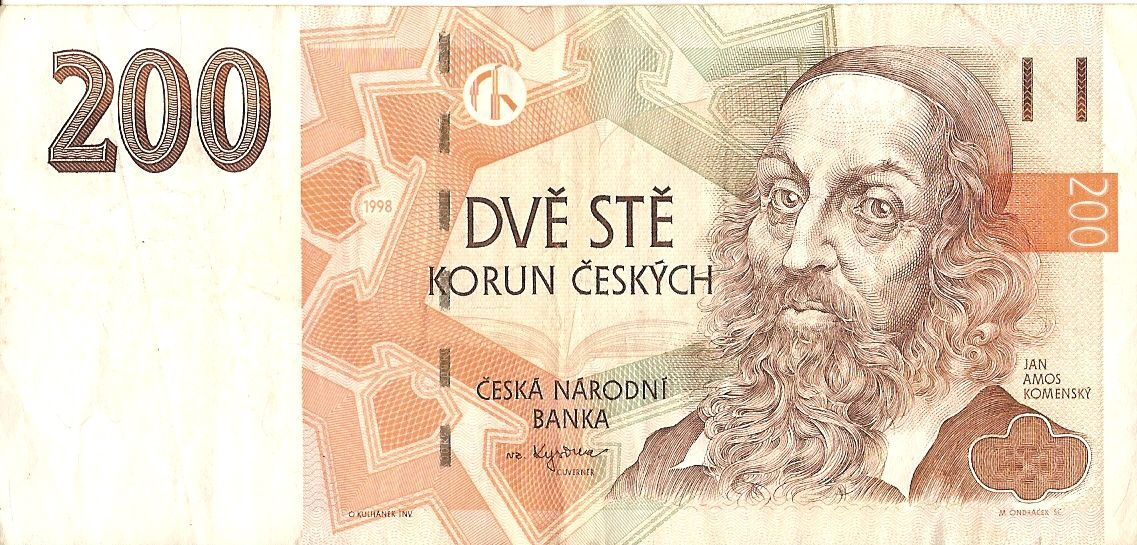
Jan Amos Komenský auf der tschechischen 200-Kronen-Banknote

Den Namen Komenský bzw. Comenius tragen, neben zahlreichen allgemeinbildenden und sonderpädagogischen Schulen:

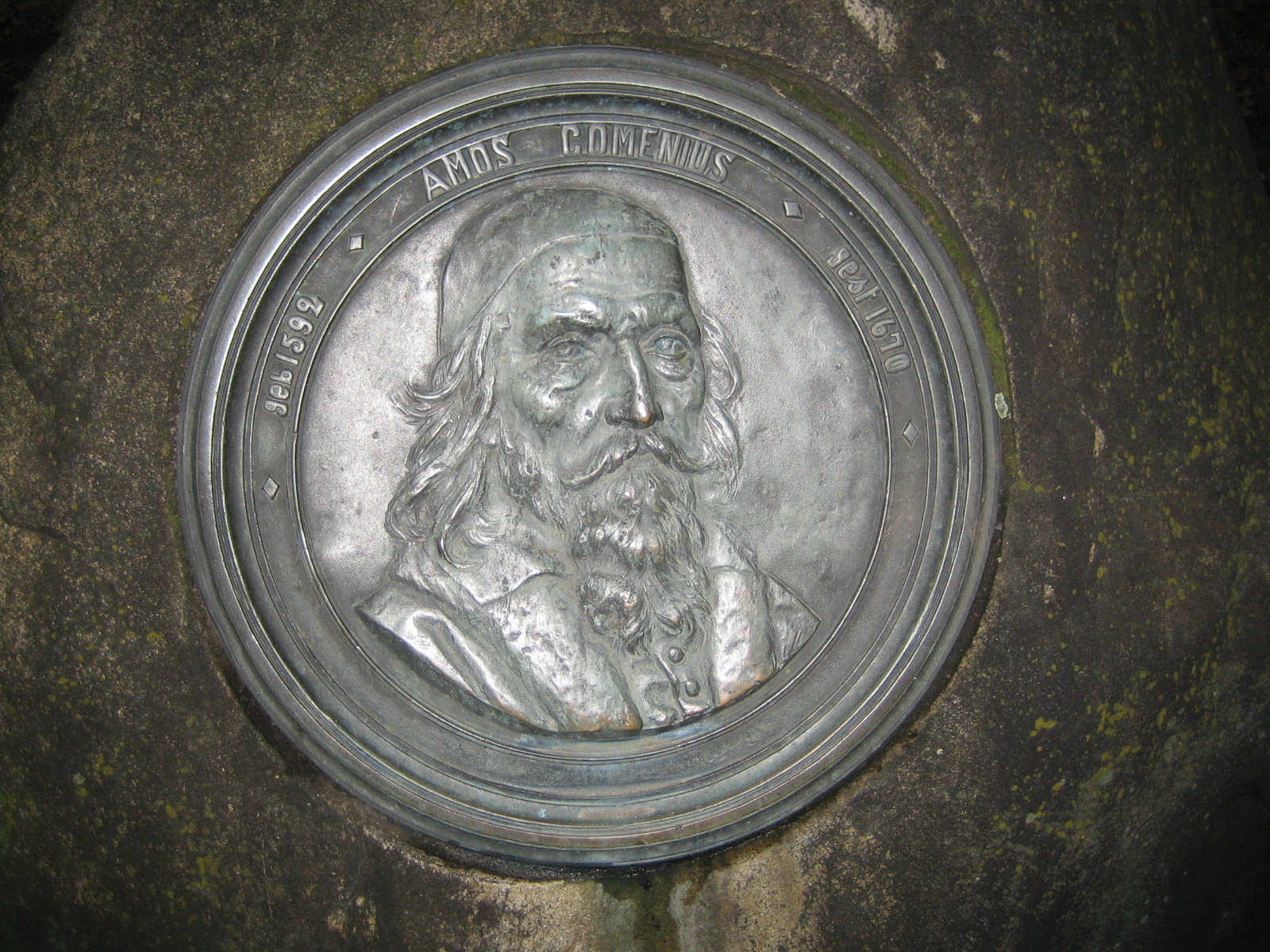
Comenius auf einem Findling in Rixdorf (heute Berlin-Neukölln).

- die Comenius-Universität Bratislava
- das Comenius-Programm (1995 bis 2014), ein Vorläufer des EU-Programms Erasmus+ zur Förderung von europäischem Schulaustausch und der Mobilität von Lehrkräften
- der KomenskýFond, ein Programm der Erste Stiftung und der Caritas Österreich in Österreich und Osteuropa zur Bekämpfung von Armut durch Bildung
- das sächsische Institut für die Erarbeitung von Lehrplänen, Betreuung von Modellversuchen und Wettbewerben etc.
- das Comenius-Institut, Evangelische Arbeitsstätte für Erziehungswissenschaft in Münster
- das Comenius-Programm des Psychologischen Instituts der Ruprecht-Karls-Universität Heidelberg[19]
- das Studentenwohnheim „Comeniushaus“ in Heidelberg
- das evangelische Amos-Comenius-Gymnasium Bonn
- die private bilinguale Jan-Amos-Comenius-Grundschule in München
- der Comeniusplatz in Berlin-Friedrichshain (Nähe: Kopernikusstraße (Berlin))
- der Comenius-EduMedia-Award für hervorragende Bildungsmedien
- der Comenius-Garten, eine öffentlich zugängliche Gartenanlage am Böhmischen Dorf in Berlin-Neukölln
- die J. A. Comenius-Stiftung, eine gemeinnützige Stiftung zur Unterstützung notleidender Kinder und Jugendlicher
- der Asteroid (1861) Komenský[20]
- das Comenius-Denkmal im Weberviertel von Potsdam-Babelsberg
- der Jan-Amos-Comenius-Preis, der 2020 von der Europäischen Kommission verliehen wurde[21]
- der Johann-Amos-Comenius-Preis, der zuletzt 2021 an Volker Krolzik für sein sozialpädagogisches Lebenswerk und 2023 an Christina Rau in Würdigung ihres nachhaltigen Eintretens für die Würde, die Rechte und das Wohl von Kindern und jungen Menschen verliehen wurde.

1871 wurde in Leipzig die Comenius-Bücherei gegründet mit dem Ziel der größtmöglichen Sammlung pädagogischer Literatur. Die Bibliothek verfügte 1943, vor einem Bombenangriff, über nahezu 400.000 Bände. 1992 wurde die wieder aufgebaute Bibliothek als Zweigstelle in die Universitätsbibliothek Leipzig integriert.
Die Evangelisch-Theologische Fakultät in Prag trug von 1950 bis zu ihrer Eingliederung in die Karls-Universität den Namen Comenius-Fakultät.
Nach Comenius benannte Straßen (Comeniusstraße) gibt es unter anderem in Bratislava (Komenského námestie im Stadtteil Staré Mesto), Koblenz, Leipzig, München (Stadtteil Haidhausen), Wiesbaden, Dresden, Braunschweig (Stadtbezirk Östliches Ringgebiet, mit gleichnamiger Grundschule), Crailsheim, Herrnhut, Überherrn/Saarland (Grenzgemeinde zu Frankreich), Hannover-Linden und Übach-Palenberg. In Wien-Hernals gibt es eine 1872 so benannte Comeniusgasse. In Hamburg-Hohenfelde, Dresden-Striesen sowie in Berlin-Friedrichshain gibt es jeweils einen Comeniusplatz. Am Comenius-Platz in Düsseldorf-Oberkassel lag bis zum Bezug eines Neubaus an anderer Stelle das dortige Comenius-Gymnasium, der noch bestehende Altbau wird bis heute von einem Relief mit dem Sinnspruch Comenius' geziert. Eine texanische Stadt nennt sich Komensky.
An der Otto-Friedrich-Universität Bamberg bestand seit 2000 eine Forschungsstelle für „Interkulturelle Philosophie und Comeniusforschung“. Die Leitung hatten die Philosophen Heinrich Beck und Erwin Schadel inne.
Komenský zierte bis 1990 die tschechoslowakische 20‑Kronen‑Banknote, nunmehr die tschechische 200‑Kronen‑Note. In der südmährischen Stadt Uherský Brod, einem der möglichen Geburtsorte des Comenius, befindet sich ein Museum, das durch eine umfangreiche Ausstellung, Forschung und Veröffentlichungen dem berühmtesten Sohn der Region Rechnung trägt.
Die Evangelische Kirche in Deutschland erinnert mit einem Gedenktag im Evangelischen Namenkalender am 16. November an Comenius.
In Gedenken an die Geburt von Johann Amos Comenius feiert die Slowakei am 28. März den Tag des Lehrers. Bis heute gilt er dort auch als Lehrer der Nation, seine Werke, seine Ansichten und sein pädagogisches Wirken machen ihn zu einer bedeutenden Persönlichkeit der Weltpädagogik. Comenius setzte sich für die allgemeine Schulpflicht für alle Kinder ein, unabhängig von ihrer sozialen Herkunft und ihrem Intellekt.

### Comenius-Forschung
Die 1992 von dem Neuköllner Erwachsenenbildner und VHS-Direktor Werner Korthaase und anderen gegründete Deutsche Comenius-Gesellschaft (DCG) will wie bereits ihre Vorgängerin im späten 19. und frühen 20. Jahrhundert, die Comenius-Gesellschaft, das pädagogische, philosophische und theologische Erbe des Comenius durch Veröffentlichungen (Comenius-Jahrbuch seit 1992) und kulturelle Veranstaltungen wachhalten. In Verbindung mit der Herrnhuter Brüdergemeine in Berlin-Rixdorf u. a. initiierte die DCG den Comenius-Garten in Berlin-Neukölln (Ortsteil Rixdorf), der nach comenianischen Vorstellungen gestaltet ist. Die DCG unterhält enge Verbindungen zu den Comeniusforschungsstellen an der Karls-Universität in Prag und der Akademie der Wissenschaften der Tschechischen Republik bzw. zu Gedenkstätten in Tschechien und den Niederlanden (Naarden).

## Zitate
„Wenn es keine Bücher gäbe, wären wir alle völlig roh und ungebildet, denn wir besäßen keinerlei Kenntnisse über das Vergangene, keine von göttlichen oder menschlichen Dingen. Selbst wenn wir irgendein Wissen hätten, so gliche es den Sagen, die durch die fließende Unbeständigkeit mündlicher Überlieferung tausendmal verändert wurden. Welch göttliches Geschenk sind also die Bücher für den Menschengeist! Kein größeres könnte man sich für ein Leben des Gedächtnisses und des Urteils wünschen. Sie nicht lieben heißt die Weisheit nicht lieben. Die Weisheit aber nicht lieben bedeutet, ein Dummkopf zu sein. Das ist eine Beleidigung für den göttlichen Schöpfer, welcher will, dass wir sein Abbild werden.“

„Alles soll wo immer möglich den Sinnen vorgeführt werden, was sichtbar dem Gesicht, was hörbar dem Gehör, was riechbar dem Geruch, was schmeckbar dem Geschmack, was fühlbar dem Tastsinn. Und wenn etwas durch verschiedene Sinne aufgenommen werden kann, soll es den verschiedenen zugleich vorgesetzt werden. Und weil die Sinne die treusten Sachverwalter des Gedächtnisses sind, so wird diese Veranschaulichung der Dinge bewirken, daß jeder das, was er weiß, auch behält.“

## Werke
- Problemata miscellanea (1612) – „Verschiedene Probleme“, seine älteste bekannte Schrift, eine philosophische Abhandlung für die Universität in Herborn.
- Gramatica Latina (1631) – „Lateinische Grammatik“, geschrieben für das Gymnasium in Leszno, Vorläufer von Janua linguarum.
- Divadlo veškerenstva věcí (1616) – („Theatrum universitatis rerum“), „Schauplatz der Gesamtheit der Dinge“, ein nicht vollendetes Programm für die erste tschechische Enzyklopädie.
- Retuňk proti Antikristu a svodům jeho (1617–18) – „Warnung vor den Verführungen des Antichrist“, ein Traktat gegen den Papst.
- Listové do nebe (1619) – „Briefe an den Himmel“, eine Kritik der sozialen Ungerechtigkeit.
- O poezii české (1620) – „Über die tschechische Poesie“, propagiert das quantitierende Versprinzip in der tschechischen Poesie, das Comenius selber verwendete.
- Přemyšlování o dokonalosti křesťanské (1622) – „Nachdenken über die christliche Vollkommenheit“, eine seiner verlassenen Frau gewidmete Trostschrift.
- Nedobytedlný hrad jméno Hospodinovo (1622) – „Die uneinnehmbare Burg, der Name des Herrn“, Trostschrift. Der Titel erinnert an Luthers Lied Ein feste Burg ist unser Gott.
- Truchlivý (1623–1650) – „Der Trauernde“, eine Trostschrift in vier Teilen, spiegelt die verzweifelte Lage der tschechischen Protestanten wider.

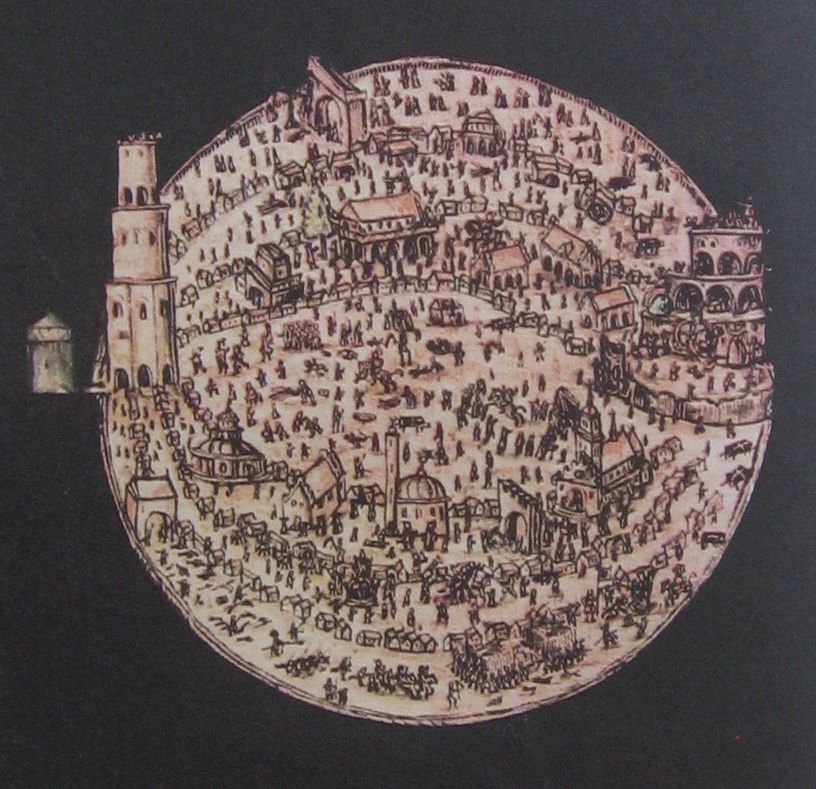
Das Labyrinth der Welt und das Paradies des Herzens

- Labyrint světa a ráj srdce (1623/1631) – „Das Labyrinth der Welt und das Paradies des Herzens“, ein allegorischer Roman, das meistgelesene Buch von Comenius.
- O sirobě (1624) – „Über das Verwaistsein“, Trostschrift, gerichtet an diejenigen, die im Dreißigjährigen Krieg Ehepartner, Kinder oder Freunde verloren haben.
- Pres boží (1624) – „Gottes Kelter“, Trostschrift, Überlegungen über den Sinn des Leidens.
- Centrum securitatis to jest hlubina bezpečnosti (1625) – „Zentrum der Sicherheit“, Trostschrift. Nur in der innigen Verbindung mit Gott, dem Zentrum der Welt, kann der Mensch Frieden finden.
- Renuntiatio mundi (1633) – „Absage an die Welt“, ein leidenschaftlicher religiöser Traktat, geschrieben aus Enttäuschung über den Misserfolg der schwedisch-sächsischen Koalition, Anhang zum Centrum securitatis.
- Karte von Mähren (1627)
- Didactica, to jest umění umělého vyučování (1627–1632) – „Didaktik, das ist die Kunst des Unterrichts“, seine bedeutendste tschechische pädagogische Schrift, das erste systematische Erziehungsbuch in Europa.
- Informatorium školy mateřské (1630) – „Erzieheranleitung der Mutterschule“, eine Anleitung zur Erziehung von Vorschulkindern.
- Janua linguarum reserata (1631) – „Geöffnete Sprachentür“, ein Lateinlehrbuch, mit dem Comenius Berühmtheit in ganz Europa erlangte.
- Navržení krátké o obnově škol v království českém (1632) – „Kurzer Entwurf über die Erneuerung der Schulen im Königreich Böhmen“, Reformprogramm für die Zeit nach der Rückkehr in die Heimat.
- Haggaeus redivivus (1632) – „Der wiederbelebte Haggai“, drückt die Hoffnung auf baldige Heimkehr nach dem Sieg Schwedens aus.
- Bazuine des genaden jaar (1632) – (tschechisch: Polnice milostivého léta), „Posaune des gnadenreichen Jahres“, ist nur in der holländischen Übersetzung erhalten, drückt die Hoffnung auf baldige Heimkehr nach dem Sieg Schwedens aus.
- Januae linguarum reseratae aureae vestibulum (1633/1635) – „Vorhalle der goldenen geöffneten Sprachentür“, die vereinfachte Version von Janua linguarum reserata.
- Physicae ad lumen divinum reformatae synopsis (1633) – „Naturkunde, erneuert im Lichte Gottes“, sein naturphilosophisches Hauptwerk.
- Prodromus pansophiae (1639) – „Vorläufer der Pansophie“, pansophische Schrift, in Oxford zuerst unter dem Titel Conatuum Comenianorum praeludia ohne Wissen von Comenius veröffentlicht.
- Via lucis (1642 und 1668) – pansophische Programmschrift, die unter anderem Vorschläge zur Reform von Bildungs- und Schulwesen enthält.
- Pansophiae diatyposis, ichnographica & orthographica delineatione [...] Amsterdam : Elsevier, 1645 – „Skizze der Pansophie“.
- Methodus linguarum novissima (1644–1648) – „Neueste Methode des Sprachunterrichtes“, Zusammenfassung seiner pädagogischen Ansichten, insbesondere für den Sprachunterricht.
- Historia persecutionum Ecclesiae Slavonicae (1647) – „Geschichte der Verfolgungen Böhmischer Brüder“.
- Kšaft umírající matky, Jednoty bratrské (1650) – „Vermächtnis der sterbenden Mutter, der Brüderunität“, sein am häufigsten gedrucktes Buch, Enttäuschung über den Westfälischen Frieden, der den böhmischen Ländern keine Religionsfreiheit brachte.
- Rebita Laucus (1650) – eine Verssammlung
- Independentia aeternarum confusionum origo (1650) – „Independentismus, der Ursprung aller Verwirrung“, eine gegen die englischen Independents gerichtete Schrift.
- Schola pansophica (1651) – „Schule des Allwissens“, Programmschrift für den Siebenbürger Fürst Rákóczi, Vorschlag für eine Schulreform im Sinne der Pansophie.
- Sermo secretus Nathanis ad Davidem (1651) – „Geheime Rede des Nathan zu David“, eine an den Fürsten Sigismund Rákóczi gerichtete Aufforderung zum Kampf gegen die Habsburger.
- Gentis felicitas (1659) – „Glück des Volkes“, ein kultur- und sozialpolitischer Traktat zum Thema, wie ein Land am besten zum Wohl seiner Einwohner regiert werden sollte.
- Schola ludus seu encyclopedia viva (1654) – „Schule durch Spiel oder eine lebendige Enzyklopädie“, eine Bühnenbearbeitung von Janua linguarum reserata.
- Panegyricus Carolo Gustavo (1655) – „Lobrede an Karl Gustav“, eine Aufforderung an den schwedischen König zu Reformen und Religionsfreiheit in Polen.
- Eruditionis scholasticae janua, rerum & linguarum structuram externam exhibens (1656), doi:10.3931/e-rara-79809 (Digitalisat auf e-rara).
- Opera didactica omnia (1657) – „Gesamtausgabe der pädagogischen Werke“, enthält in vier Bänden 43 seiner wichtigsten pädagogischen Arbeiten, von Comenius in Amsterdam zusammengestellt und herausgegeben.
- Didactica magna (1657) – „Große Didaktik“, sein wichtigstes pädagogisches Werk.
- Lux in tenebris (1657) – „Licht in der Finsternis“, Übersetzung der Prophezeiungen von Christoph Kotter, Mikuláš Drabík und Christine Poniatovska, die Aufforderungen zum Kampf gegen die Habsburger und gegen den Katholizismus enthalten.
- Orbis sensualium pictus (1658) – „Sichtbare Welt in Bildern“, sein berühmtes Bilderbuch für eine Einheit von Sprach- und Sachunterricht.
- Kancionál (1659) – Gesangbuch der Brüderkirche
- Ecclesiae Slavonicae brevis historiola (1660) – „Grundriss der Geschichte der slawischen Kirche“.
- De rerum humanarum emendatione consultatio catholica (1662) – „Allgemeine Beratung über die Verbesserung der menschlichen Angelegenheiten“, sein umfangreichstes Werk, eine pansophische und universalreformatorische Schrift in 7 Teilen (4 davon unvollendet)
- Letzte Posaun über Deutschland (1663) – politische Schrift, ein Aufruf an die deutschen Reichsfürsten den Westfälischen Frieden zu revidieren und sich für die Religionsfreiheit in Böhmen einzusetzen.
- Lux e tenebris (1665) – „Licht aus der Finsternis“, eine Erweiterung von Lux in tenebris.
- Syllogismus Orbis Terrarum Practicus (1665).
- Clamores Eliae (1665–1670) – „Rufe des Elias“, Sammlung von Komenskys Ideen zur Besserung der Welt.
- Angelus pacis (1667) – „Engel des Friedens“, Memorandum für die englisch-niederländischen Friedensverhandlungen des Jahres 1667, wurde den Verhandlungspartnern von Comenius persönlich übergeben.
- Unum necessarium (1668) – „Das einzig Notwendige“, gleichsam das philosophische und spirituelle Testament des Comenius.
- Continuatio admonitionis fraternae (1669) – „Fortsetzung der brüderlichen Ermahnung“, Polemik mit einem seiner Widersacher, der ihn als chiliastischen Schwärmer denunziert hatte; wegen der darin enthaltenen autobiographischen Passagen wichtige Quelle für das Leben und Denken des Comenius.
- Manuálník, aneb Jádro celé Biblí svaté (1620–1623) – „Manuálník, oder der Kern der ganzen Heiligen Schrift“, eine Taschenbibel, Auszug der wichtigsten biblischer Texte.
- Katechismus pro mládež českou Jednoty bratrské (1661) – „Katechismus für die Jugend der Brüderunität“, im gleichen Jahr für die deutschen Gemeinden übersetzt mit dem Titel Die uralte christliche katholische Religion.
- Confessio aneb počet z víry a učení i náboženství Jednoty bratří českých (1662) – „Konfession, das ist die Rechenschaft über den Glauben, die Lehre und die Religion der Brüderunität“, von Comenius bearbeitete Konfession der Brüderunität aus dem Jahr 1564, Anhang zum Katechismus von 1661.
- Epistula ad Montanum (1661) – „Brief an Montanus“, Brief an den holländischen Verleger Peter van den Berge (Petrus Montanus), liefert wertvolle bibliographische Hinweise zum Entstehen seiner Schriften.
- Žalmy (1626–1628, 1658–1662) – „Psalmen“, für seine in Versform übertragene Psalmen verwendete Comenius das quantitierende Versprinzip. Nur 64 Psalmen haben sich erhalten.

## Moderne Ausgaben und Übersetzungen
- Johannes Kühnel: Neuherausgabe von Comenius’ Orbus pictus. Leipzig (Klinkhardt) 1910.
- Angelus Pacis – Friedensengel. Übers. v. Otto Schönberger, hrsg. v. Walter Eykmann. Königshausen und Neumann, Würzburg 1993, ISBN 3-88479-865-0.
- Die Pforte der Dinge. Übers. u. hrsg. v. Erwin Schadel. Meiner, Hamburg 1994, ISBN 978-3-7873-1175-0.
- Der Weg des Lichts, übers. v. Uwe Voigt. Meiner, Hamburg 1997, ISBN 978-3-7873-1240-5
- Die Schule als Spiel, ins Deutsche übertragen v. Wilhelm Bötticher. Beyer & Söhne, Langensalza 1888 (Digitalisat).
- Antisozinianische Schriften, von Johann A Comenius, übersetzt von Jürgen Beer, Horst Bulitta, Regine Froschauer, Horst Schröder, Merve, Otto Schönberger und Erwin Schadel (Hrsg.), Peter Lang Frankfurt, 2007, ISBN 978-3-631-55614-6.
- Das Labyrinth der Welt und das Paradies des Herzens. Übersetzt von Zdenko Baudnik. Diederichs, Jena 1908 (Digitalisat).
- Pansophische Schriften. Übersetzt von Matthias Scherbaum. Utopica, Oberhaid 2008, ISBN 978-3-938083-10-9.
- Ausgewählte Werke. 5 Bände, herausgegeben von Dmitrij Tschižewskij und Klaus Schaller. Olms, Hildesheim / New York 1973–2003.

## Literatur

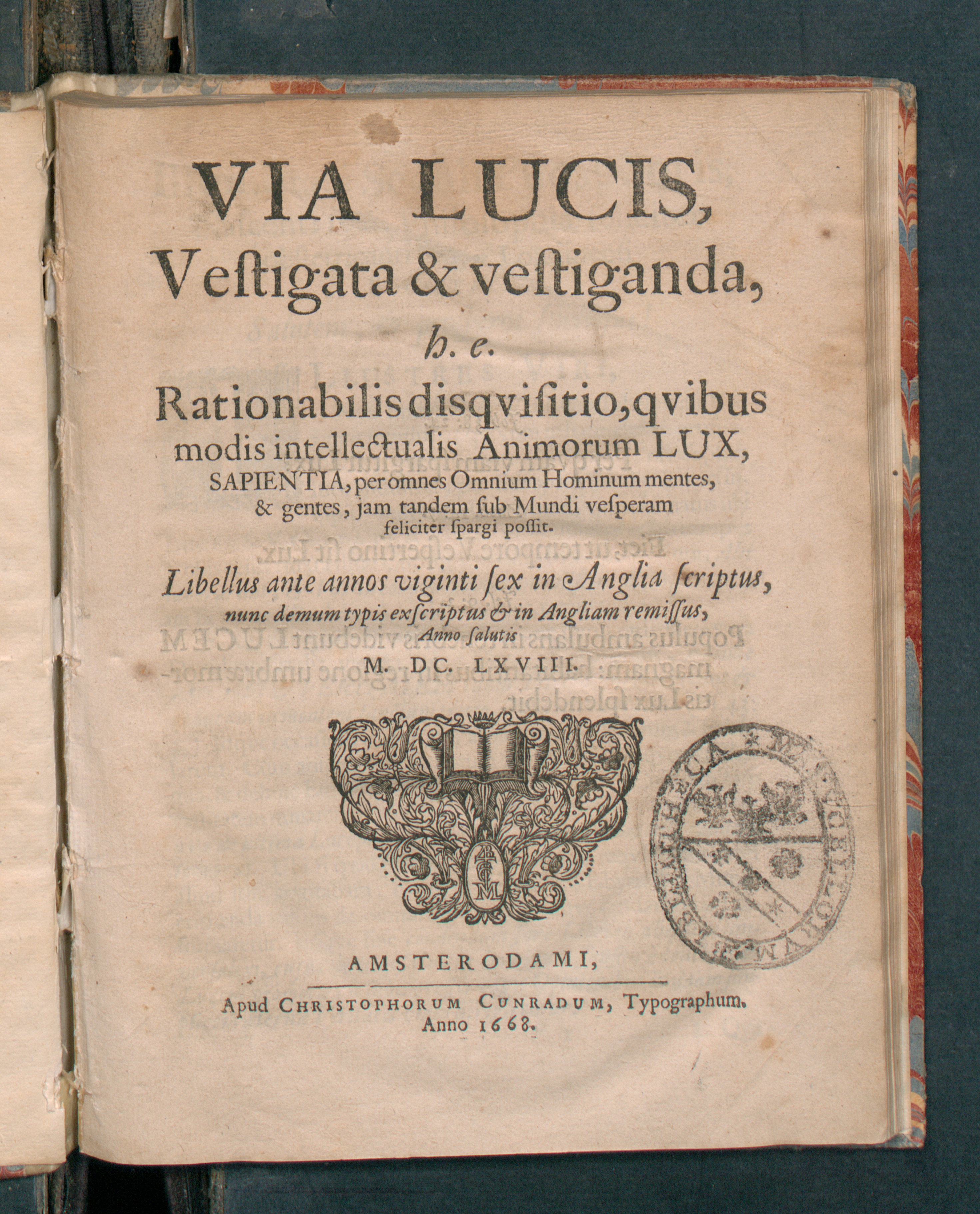
Via Lucis, 1668

### Bibliographien
- Anežka Baďurová (Hrsg.): Bibliografie spisů J. A. Komenského vytištěných do roku 1800 = Bibliography of the works of J. A. Comenius printed before 1800, Knihovna Akademie věd ČR, Prag 2007, ISBN 80-86675-12-2 (CD-ROM)
- Josef Brambora: Knižní dilo Jana Amose Komenského: Studie bibliografická. 2. Aufl., Státní pedagogické nakladatelství, Prag 1957
- György Geréb: Válogatott bibliográfia Comenius munkásságának tanulmányozásához = Ausgewählte Bibliographie zum Studium der Tätigkeit vom [!] Comenius Szeged 1959 (= A Szegedi egyetemi Köyvtár Kiadványai, 44)
- Heinz-Joachim Heydorn (Hrsg.): Jan Amos Comenius. Geschichte und Aktualität. 1670–1970, Band 2: Eine Bibliographie des Gesamtwerks, Auvermann, Glashütten im Taunus 1971
- Gerhard Michel (Hrsg.): Comenius-Bibliographie: Deutschsprachige Titel 1870–1999. Academia-Verlag, Sankt-Augustin 2000 (= Schriften zur Comeniusforschung, 27), ISBN 3-89665-114-5
- Emma Urbánková (Hrsg.): Soupis děl J. A. Komenského v československých knihovnách, archivech a museích. Státní pedagogické nakladatelství 1959, Prag (Edice Universitní Knihovny v Praze)
- Čeněk Zíbrt: Bibliografie České historie. Pomocí Josef Volfa. Díl. 5. Zpracování. 2. Dějiny České od roku 1670–1679. Č. 17.324-30.638: Jan Amos Komenský, Nákladem České Akademie Císaře Františka Josefa pro Vědy, Slovesnost a Umění, Prag 1912

### Lexikonartikel
- Paul Kleinert: Comenius, Johann Amos. In: Realencyklopädie für protestantische Theologie und Kirche (RE). 3. Auflage. Band 4, Hinrichs, Leipzig 1898, S. 247–250.
- Gustav Baur: Comenius, Johann. In: Allgemeine Deutsche Biographie (ADB). Band 4, Duncker & Humblot, Leipzig 1876, S. 431–436.
- Herbert Schönebaum: Comenius, Johann Amos. In: Neue Deutsche Biographie (NDB). Band 3, Duncker & Humblot, Berlin 1957, ISBN 3-428-00184-2, S. 332 f. (Digitalisat).
- Friedrich Wilhelm Bautz: Johann Amos Comenius. In: Biographisch-Bibliographisches Kirchenlexikon (BBKL). Band 1, Bautz, Hamm 1975. 2., unveränderte Auflage. Hamm 1990, ISBN 3-88309-013-1, Sp. 1107–1112 (Artikel/Artikelanfang im Internet-Archive).

### Monographien
- Milada Blekastad: Comenius. Versuch eines Umrisses von Leben, Werk und Schicksal des Jan Amos Komensky, Universitetsforlaget, Oslo 1969.
- Veit-Jakobus Dieterich: Jan Amos Comenius. Mit Selbstzeugnissen und Bilddokumenten. Rowohlt, Reinbek 2005, ISBN 3-499-50466-9.
- Veit-Jakobus Dieterich: Johann Amos Comenius. Ein Mann der Sehnsucht. 1592–1670. Theologische, pädagogische und politische Aspekte seines Lebens und Werkes, Calwer Stuttgart 2003.
- Dieter Fauth: Comenius – im Labyrinth seiner Welt. Religion & Kultur Verlag, Zell am Main/Würzburg 2009, ISBN 978-3-933891-21-1.
- Joachim Friedrichsdorf: Umkehr: Prophetie und Bildung bei Johann Amos Comenius. Schulz-Kirchner, Idstein 1995 (= Forschen – Lehren – Lernen, 11), ISBN 3-8248-0211-2.
- Johannes Kühnel: Comenius und der Anschauungsunterricht. Dissertation. Leipzig (Klinkhardt) 1911.
- Daniel S. Larangé: La Parole de Dieu en Bohême et Moravie. La tradition de la prédication dans l’Unité des Frères de Jan Hus à Jan Amos Comenius. L’Harmattan, Paris 2008, ISBN 978-2-296-06087-6.
- Andreas Lischewski: „Omnia sponte fluant…“. Johann Amos Comenius über die Selbsttätigkeit und Freiwilligkeit. Eine Provokation (= Philosoph. Brocken, Band 6). J.H.Röll, Dettelbach 2010, ISBN 978-3-89754-356-0.
- Daniel A. Neval: Die Macht Gottes zum Heil. Das Bibelverständnis von Johann Amos Comenius in einer Zeit der Krise und des Umbruchs. Theologischer Verlag Zürich, Zürich 2006, ISBN 978-3-290-17361-6.
- Ders.: Comenius' Pansophie. Die dreifache Offenbarung Gottes in Schrift, Natur und Vernunft. Theologischer Verlag Zürich 2006, ISBN 978-3-290-17435-4.
- Manfred Richter: Johann Amos Comenius und das Colloquium Charitativum von Thorn 1645. Ein Beitrag zum Ökumenismus. Stowarzyszenie Tutajteraz, Siedlce 2013. ISBN 83-63307-84-X.
- Klaus Schaller: Jan Amos Comenius. Ein pädagogisches Porträt. Beltz, Weinheim 2004, ISBN 3-407-25279-0.
- Matthias Scherbaum: Der Metaphysikbegriff des Johann Amos Comenius. Utopica, Oberhaid 2008, ISBN 978-3-938083-09-3.
- Uwe Voigt: Das Geschichtsverständnis des Johann Amos Comenius in Via Lucis als kreative Syntheseleistung. Vom Konflikt der Extreme zur Kooperation der Kulturen. Peter Lang, Frankfurt am Main 1996 (Schriften zur Triadik und Ontodynamik. 11), ISBN 3-631-30890-6.
- Michael Widmann: Wege aus der Krise. Frühneuzeitliche Reformvision bei Johann Valentin Andreae und Johann Amos Comenius. bibliotheca-academica-Verlag, Epfendorf, Neckar 2001, ISBN 978-3-928471-78-7.
- Manfred Richter: Johann Amos Comenius und das Colloquium Charitativum von Thorn 1645, Ein Beitrag zum Ökumenismus, Siedlce 2013, ISBN 978-83-63307-84-4
- Manfred Richter: Jan Amos Komeński. Zarys życia i działalności. Siedlce 2016, ISBN 978-83-64884-09-2

### Sammelbände
- Klaus Goßmann u. a. (Hrsg.): Auf den Spuren des Comenius. Texte zu Leben, Werk und Wirkung. Vandenhoeck u. Ruprecht, Göttingen 1992, ISBN 3-525-01613-1 (anlässlich seines 400. Geburtstages).
- Veit Jakobus Dieterich (Hrsg.): Comenius der Politiker. Schneider, Hohengehren 2004. ISBN 3-89676-854-9.
- Uwe Hericks u. a. (Hrsg.): Comenius der Pädagoge. Schneider, Hohengehren 2004 (22005). ISBN 3-89676-973-1.
- Werner Korthaase u. a. (Hrsg.): Comenius und der Weltfriede. Comenius and World Peace. Deutsche Comenius-Gesellschaft Berlin 2005 (dort erhältlich).
- Erwin Schadel (Hrsg.): Johann Amos Comenius – Vordenker eines kreativen Friedens. Deutsch-tschechisches Kolloquium anlässlich des 75. Geburtstages von Heinrich Beck (Universität Bamberg, 13.–16. April 2004). Peter Lang, Frankfurt am Main u. a. 2005 (Schriften zur Triadik und Ontodynamik. 24), ISBN 3-631-52851-5.
- Klaus Goßmann (Hrsg.): Comenius der Theologe. Schneider, Hohengehren 2007. ISBN 978-3-8340-0331-7.
- Petr Zemek, Jiří Beneš und Beate Motel (Hrsg.): Studien zu Comenius und zur Comeniusrezeption in Deutschland. Festschrift für Werner Korthaase zum 70. Geburtstag. Muzeum J. A. Komenského, Uherksý Brod 2008. 958 S. (Studia Comeniana et Historica. 79).
- Fletcher DuBois, Hans-Peter Gerstner (Hrsg.): Comenius in Heidelberg. Student in Heidelberg – Lehrer der Menschheit. Universitätsverlag Winter, Heidelberg 2014, ISBN 978-3-8253-6216-4 (anlässlich des 400. Jahrestags seiner Immatrikulation an der Universität Heidelberg).

### Periodika
- Acta Comeniana. Internationale Revue für Studien über Comenius Bd. 1 ff. Prag: Academia 1969ff. (Fortsetzung von Archiv pro bádáni…)
- Archiv pro bádání o životě a díle J. A. Komenského. Bd. 1–20 Prag 1910–1961.
- Comenius-Jahrbuch. Herausgegeben im Auftrag der Deutschen Comenius-Gesellschaft. Sankt Augustin: Academia u. a. Bd. 1 ff. 1993 ff.
- Monatshefte der Comenius-Gesellschaft. Berlin: Unger 1 (1892/1893) – 16 (1907). Monatshefte der Comenius-Gesellschaft für Philosophie und Geschichte. 17 (1908). Monatshefte der Comenius-Gesellschaft für Kultur und Geistesleben. 18 (1909) – 28 (1919). Geisteskultur und Volksbildung. 29 (1920) – 32 (1923). Geisteskultur. 1 (1892) – 43 (1934).
- Studia Comeniana et Historica. Bd. 1 ff. Uherský Brod: Muzeum J. A. Komenského 1970 ff.